# كمول (مقاطعة تشرداول)
كمول (بالفارسية: کمول) هي قرية تقع في قسم بيجنوند الريفي (مقاطعة تشرداول) في إيران. يقدر عدد سكانها بـ 190 نسمة بحسب إحصاء 2016.